# 692 до н. е.

## Події
692 року до н. е. відбулося 4 часткових сонячних затемнень: 13 лютого, 14 березня, 8 серпня і 6 вересня.